# Isthmomys flavidus
Isthmomys flavidus is een zoogdier uit de familie van de Cricetidae. De wetenschappelijke naam van de soort werd voor het eerst geldig gepubliceerd door Bangs in 1902.
Isthmomys flavidus  heeft een kop-romplengte van 13 tot 17 cm en een staartlengte van 16 tot 21 cm. De soort leeft in regenwouden van 1.000 tot 1.500 meter hoogte in westelijk Panama. Er zijn twee gescheiden populaties, één in Chiriquí en één op het schiereiland Azuero. Isthmomys flavidus is een nachtactief knaagdier.